# Pontefract

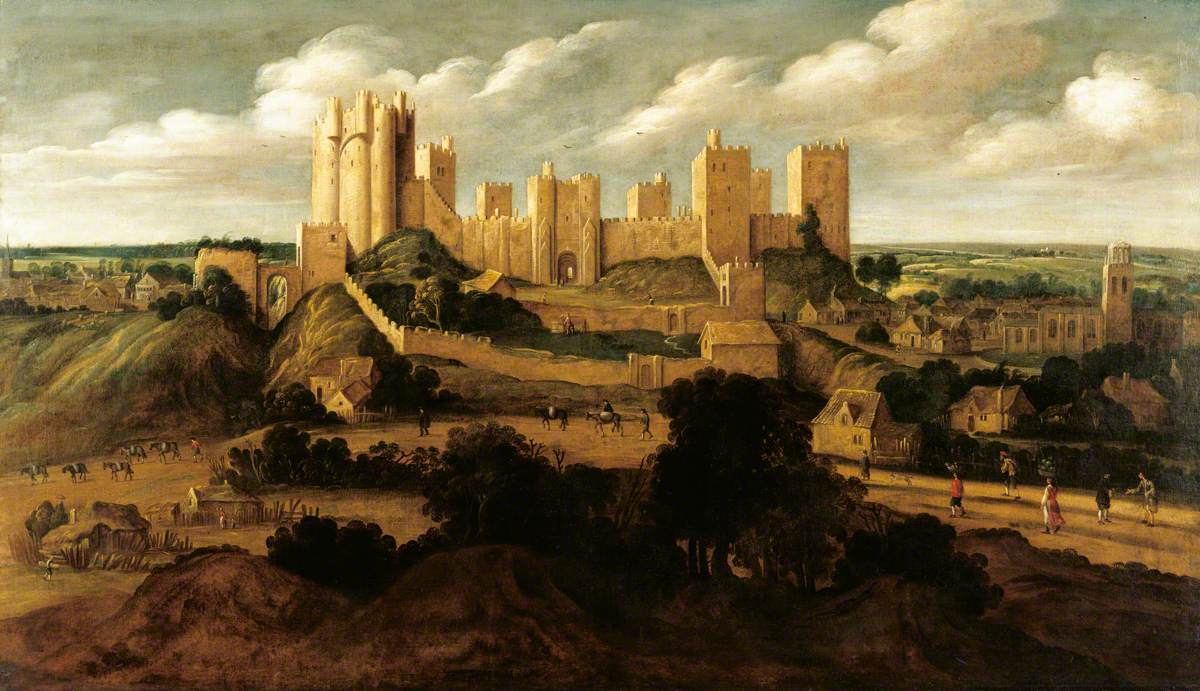
Castelo de Pontefract (cerca de 1620).

Pontefract é uma cidade do condado de West Yorkshire, Inglaterra, próximo da estrada A1 (ou Great North Road), da rodovia M62 e de Castleford. É uma das cinco cidades do borough de Wakefield e tem uma população de aproximadamente  30.000 habitantes. O lema de Pontefract é Post mortem patris pro filio (latim para "depois da morte do pai, apóie o filho", uma referência às simpatias legalistas na guerra civil inglesa.